# DJ Kayslay
DJ Kayslay (* 14. August 1966 als Keith Grayson in New York City; † 17. April 2022 ebenda) war ein US-amerikanischer DJ und Radiomoderator aus dem Stadtviertel Harlem in New York. Er war auch unter den Pseudonymen The Drama King und Kay Slay und als Graffiti-Künstler unter Dez bekannt.

## Werdegang
Kay Slay wuchs bei seinen Großeltern in El Barrio in East Harlem auf. Ende der Siebziger begann Grayson, unter dem Pseudonym Deezy Dez Graffiti in New York zu malen. Zu dieser Zeit entwickelte sich in New York die neue Musikrichtung Hip-Hop. Unter seinem Pseudonym DEZ ist Grayson unter anderem in dem Film Style Wars und in dem Graffiti-Buch Subway Art vertreten.
Grayson sah bei Roddy Woodson, mit welchem er befreundet war, erstmals, wie man mit Plattenspielern und Verstärkern umgeht. Kayslay begann das DJing unter dem Namen DJ KG. Nachdem sich der Musiker später einige Zeit aus dem Musikgeschäft zurückgezogen hatte, wechselte er sein Pseudonym in DJ Kay Slay, da in der Zwischenzeit das Naughty-by-Nature-Mitglied DJ Kay Gee Graysons erstes Pseudonym übernommen hatte.
DJ Kay Slay lernte Hip-Hop-Pioniere wie Grandmaster Flash kennen. Ende der Achtziger kam Grayson aufgrund seines hohen Konsums von Kokain und Angel Dust für einige Zeit ins Gefängnis.
Zwischen 1993 und 1994 begann DJ Kayslay mit der Produktion von Mixtapes. Dabei verwendete der Musiker aktuelle Lieder, die er mithilfe von Turntable-Tricks veränderte. 1999 erhielt Kayslay den Mixtape Award, der von Justo Faison gegründet worden war. Faison lud Kayslay 1999 zu der Preisverleihung ein. Dieser wusste nicht, dass er zu den Preisträgern gehörte und wurde damit bei der Verleihung überrascht. Dadurch entwickelte sich eine enge Beziehung zwischen Grayson und Faison, der im Alter von 36 Jahren bei einem Autounfall starb.
Kay Slay moderierte die wöchentliche Mixshow Streetsweeper Radio. Diese dauerte vier Stunden und wurde über Eminems und Paul Rosenbergs Sender Shade 45 gesendet. Beim New Yorker Hip-Hop-Sender Hot 97 moderierte er die Sendungen The Drama Hour und Takin’ It to the Streets. In Deutschland wurde er unter anderem durch seine Rolle als Host auf dem Mixtape Airmax Muzik des Rappers Fler bekannt.
Am 17. April 2022 starb er nach mehrmonatigem Krankenhausaufenthalt infolge einer Infektion mit SARS-CoV-2.

## Diskografie (Auswahl)
- 2003: Streetsweeper Vol. 1
- 2004: Streetsweeper Vol. 2: The Pain from the Game
- 2005: The Champions: The North Meets the South (mit Greg Street)
- 2010: More Than Just a DJ
- 2011: The Soul Controller

### Als Lead-Künstler
| Jahr | Song                                                                              | U.S. R&B | Album                                        |
| 2003 | Too Much for Me (featuring Nas, Baby, Foxy Brown and Amerie)                      | 53       | Streetsweeper Vol. 1                         |
| 2004 | Not Your Average Joe (featuring Fat Joe, Joe Budden and Joe)                      | 63       | Streetsweeper Vol. 2: The Pain From the Game |
| 2004 | Who Gives A...Where You From (featuring Three 6 Mafia, Lil Wyte and Frayser Boy)  | 89       | Streetsweeper Vol. 2: The Pain From the Game |
| 2009 | Blockstars (featuring Yo Gotti, Jim Jones, Busta Rhymes and Ray J)                | —        | More Than Just a DJ                          |
| 2010 | Thug Luv (featuring Maino, Papoose, Red Cafe and Ray J)                           | 112      | More Than Just a DJ                          |
| 2011 | 60 Second Assassins (featuring Busta Rhymes, Layzie Bone, Twista and Jaz-O)       | 89       | Rhyme or Die                                 |
| 2011 | The Kings of the Streets (featuring DJ Doo Wop, DJ Khaled and DJ Drama)           | —        | Rhyme or Die                                 |
| 2013 | About That Life (featuring Fabolous, T-Pain, Rick Ross, Nelly and French Montana) | 54       | Rhyme or Die                                 |
| 2013 | Keep Calm (featuring Juicy J, Jadakiss, 2 Chainz and Rico Love)                   | —        | Rhyme or Die                                 |
| 2014 | Free Again (featuring Fat Joe and 50 Cent)                                        | —        | Rhyme or Die                                 |